# Pseudostenophylax euphorion
Pseudostenophylax euphorion är en nattsländeart som beskrevs av Schmid 1991. Pseudostenophylax euphorion ingår i släktet Pseudostenophylax och familjen husmasknattsländor. Inga underarter finns listade i Catalogue of Life.